# Aparima
Pour les articles homonymes, voir Aparima (homonymie).
Le aparima (ʻaparima en tahitien) est une danse polynésienne liée au ’ori tahiti. C'est une danse de groupe, comme le ’otea, mais au rythme plus lent, où le ukulele, parfois la guitare, et le chant se joignent fréquemment aux percussions to'ere et pahu. C'est un récit légendaire chanté et dansé, où le mouvement des bras et mains décrivent ce récit gestuel : apa désigne les gestes et rima les mains. Le ʻaparima hīmene désigne le ʻaparima chanté, et le ʻaparima vāvā en est la version uniquement dansée et instrumentale.